# Delicious way
『delicious way』（デリシャス・ウェイ）は、2000年6月28日に発売された倉木麻衣の1作目のオリジナルアルバム。

## 概要
- オリコン・週間アルバムチャートでは初動221万枚の記録を樹立する[1][2]大ヒットとなった。この記録は当時において、宇多田ヒカルの『First Love』の202万枚を抜き、バンドも含む女性アーティスト、デビューアルバム、オリジナルアルバムの初動売上最高記録であった[1]。その後2週連続1位を獲得し、9週間TOP10入りを果たした。同年のオリコン年間アルバムチャートにおいても1位を記録。自身最高のセールスとなっている。また宇多田ヒカル以来となる、デビューシングル、デビューアルバム両方のミリオンセラーとなった。累計売上は400万枚を突破[3]（オリコンでは350万枚を突破[4]）。
- ジャケット写真は16歳当時のものでモノクロ、スタイリストがついていないためノーメイクでの撮影となっている。
- アルバム発売に先駆けて、通常では『COUNT DOWN TV』などの音楽専門番組でしか放送されないアルバム全曲紹介の映像が、当時の『めざましテレビ』の「メディア見たもん勝ち」のコーナーで6:30台、7:30台に共に放送されるなどの宣伝体制が敷かれた。特定アーティストの作品の全曲紹介映像が音楽番組以外で取り上げられたのは、日本放送史上初の例である。また、2000年7月1日放送の『COUNT DOWN TV』に出演し、当アルバムの全曲紹介の映像を紹介した。これが倉木麻衣初の音楽番組出演となった。
- オフィシャルピアノ&ボーカルスコア『delicious way』が同時発売となった。
- 2000年6月にビーイングが台湾の新光集団と合弁で設立したレコード会社新光美音の第一回作品として、正規版として発売された。(規格品番：SBCA-1001)
- 中国では中国唱片上海公司より『美味心情』のタイトルでCDとカセットテープの2形態で正規版として発売され、中国盤のみのボーナストラックとして「Love,Day After Tomorrow(CHINA BEAT MIX)」が収録されている。

## 記録
- 2000年オリコン年間チャート1位
- オリコン歴代アルバム売り上げ10位
- オリコン歴代デビューアルバム売り上げ3位
- オリコン歴代デビューアルバムでの初動売り上げ1位
- オリコン平成30年アルバム売り上げ10位[4]

## 収録曲
| 全作詞: 倉木麻衣（特記以外）。 |                                                                         |                      |                                   |               |      |
| #                              | タイトル                                                                | 作詞                 | 作曲                              | 編曲          | 時間 |
| 1.                             | 「Delicious Way」                                                       | 倉木麻衣（特記以外） | 大野愛果                          | Cybersound    | 3:50 |
| 2.                             | 「Love, Day After Tomorrow」                                            | 倉木麻衣（特記以外） | 大野愛果                          | Cybersound    | 4:02 |
| 3.                             | 「Secret of my heart」                                                  | 倉木麻衣（特記以外） | 大野愛果                          | Cybersound    | 4:24 |
| 4.                             | 「Stepping ∞ Out」                                                      | 倉木麻衣（特記以外） | Yoko B. Stone                     | Yoko B. Stone | 4:38 |
| 5.                             | 「Baby Tonight 〜You & Me〜」(作詞：倉木麻衣・M. Africk)                | 倉木麻衣（特記以外） | Yoko B. Stone・笠原智緒           | Yoko B. Stone | 4:01 |
| 6.                             | 「Can't get enough 〜gimme your love〜」(作詞：倉木麻衣・Yoko B. Stone) | 倉木麻衣（特記以外） | Yoko B. Stone                     | Cybersound    | 3:42 |
| 7.                             | 「NEVER GONNA GIVE YOU UP」(作詞：倉木麻衣、M. Africk)                  | 倉木麻衣（特記以外） | M. Africk・M. Pessoa・Perry Geyer | Cybersound    | 3:59 |
| 8.                             | 「Stay by my side」                                                     | 倉木麻衣（特記以外） | 大野愛果                          | Cybersound    | 4:26 |
| 9.                             | 「Everything's All Right」                                              | 倉木麻衣（特記以外） | 北浦正尚                          | Cybersound    | 4:07 |
| 10.                            | 「happy days」                                                          | 倉木麻衣（特記以外） | 大野愛果                          | Cybersound    | 4:18 |
| 11.                            | 「君との時間」                                                          | 倉木麻衣（特記以外） | 笠原智緒                          | Cybersound    | 4:15 |
| 合計時間:                      | 合計時間:                                                               | 合計時間:            | 合計時間:                         | 45:42         |      |

### 楽曲解説
1. 「Delicious Way」
アルバム表題曲。リード曲としてTVスポットでも単独であるいは数曲の一部として放送された。タイトルの由来は倉木がレコーディング中に飲んでいたナタデココの飲み物から[5]。
2. 「Love, Day After Tomorrow」
1stシングル。歌詞は「今日はダメでも、今度君に逢うときは、きちんと伝えられる自分でいたい」というテーマで作成された。
3. 「Secret of my heart」
3rdシングル。読売テレビ・日本テレビ系アニメ『名探偵コナン』エンディングテーマ。
デビュー当時、自分が倉木麻衣であることを友人に打ち明けられずにいた時のことを歌った曲。
4. 「Stepping ∞ Out」
後に作曲者のYoko B. Stoneがセルフカバーをしている。
5. 「Baby Tonight 〜You & Me〜」
6. 「Can't get enough 〜gimme your love〜」
7. 「NEVER GONNA GIVE YOU UP」
4thシングル。Michael Africkと初のラップを披露。
8. 「Stay by my side」
2ndシングル。倉木が自身の楽曲の中で最も気に入っていると話している。
9. 「Everything's All Right」
1stシングル「Love, Day After Tomorrow」のカップリング曲。
10. 「happy days」
離れ離れになる友人を想って歌われた一曲。元々のタイトルは「memories」であった[6]。
11. 「君との時間」

## 演奏
- 倉木麻衣：Vocal, Backing Vocals
- Michael Africk, YOKO B.Stone, 大野愛果：Backing Vocals
- Perry Geyer
- Miguel Sa Pessoa
- Greg Hawkes
- Larry Thomas
- DJ Dope jack